# Barfoot & Thompson Stadium
Barfoot & Thompson Stadium – wielofunkcyjna hala sportowa w Auckland, wcześniej o nazwie ASB Stadium.
Obiekt przystosowany jest do rozgrywania spotkań koszykówki, netballa, siatkówki, piłki ręcznej, futsalu, tenisa, gimnastyki i badmintona, także na poziomie międzynarodowym, a wymiary pola do gry wynoszą 45 na 30 metrów. Wysokość sufitu wynosi 9 metrów w dwóch trzecich hali, nad centralną częścią natomiast 12 metrów. Na widowni może zasiąść 2358 osób, dodatkowo w zależności od organizowanego wydarzenia sportowego możliwe jest dostawienie stolików na poziomie parkietu. Infrastruktury dopełnia parking na 350 pojazdów.